# 历法改革
曆法改革是一種對日曆系統的重大修正。這個詞有時適用於切換至不同的日曆，以取代現行的日曆。
大多數日曆有可能改變或改革的幾個規則： 
- 如果要改變，是否和如何劃分月和星期等，日以外的單位。
- 如何區分和安排平年和閏年。
- 年份的選擇：如何選擇紀元和元年的起始與記數。
- 每年的開始：像是冬至或夏至，1月1日、3月1日，春分或秋分，復活節等等。
- 如果保留星期：開始、長度（不一定是7天）、每天的名字。
- 一天的開始：子夜、日出、正午或日落。
- 如果保留月，它的長度、數量，以及各月的名稱。
- 特別日子的須求：像是閏日或插入的日。
- 與社會週期的調整方式。
- 與天文週期保持一致的方式。
- 與生物週期保持一致的方式。
- 文字記載日期的方法。

## 歷史上的改革
歷史上，大多數的曆法改革都是為了與天文年（無論是太陽年或恆星年）同步，或在陰曆或陰陽曆上和朔望月同步。大多數對的改革都使它們更為準確，這在各種各樣的陽曆和陰陽曆上都曾經發生過，例如儒略曆改革成為格里曆，也就是現行的西曆或公曆。
曆的根本問題是無理數不能完美的分割拚湊出整數（擬合完整的日組成月，或完整的日與月擬合為年）。實際的軌道機制並沒有鎖定地球的自轉（一日）與公轉（一年），也沒有鎖定月球繞地球的公轉（一個月）。因此，任何企圖將一個月分成幾天，或是組成一年，都將會遇到一天的部分會被切割而留下部分成為分數或小數。同樣的，任何企圖將一年化分成幾個月，也將會產生餘數或部分不完整的月。這些剩餘或不足的量會從一個周期累積到下一個週期，而使週期難以同步。
一個典型的解決方法為強制性的同步，稱為置閏。這是人為的協調一致，在殘餘的分數累積到一定的量之後，在循環的週期中添加整個的一天或一個月。另一種替代方案是忽略不去調整，只是讓它與週期繼續漸行漸遠。一般總體包括：
- 陰曆的解決方案：當需要時，在月的循環週期適時的額外添加一天，但忽略與太陽季節循環與年的調適。
- 陽曆的解決方案：以人為的月來分割年，需要的時候在某一個月中額外的添加一天，而忽略新月/滿月的月球週期。
- 陰陽曆的解決方案：同時保持月球和太陽的循環，在需要時於年中額外增加一個月。

額外插入一整個陰曆月使一年的長度變得不規律，顯然是農曆的一個大缺點。單純的陰曆在較高緯度上，可能有失去季節性效應優點的傾向。辨識陰曆月需要有一個晴朗的夜晚直接觀測，然而，確定季節性的週期需要有條理的觀測星星或日常追蹤太陽的設備，即建立像巨石陣這樣的場所。經過幾百年觀測的經驗，在理論上的建置日趨精緻，可以預期確定需要改革曆法

### 陰曆和陰陽曆的改革
雖然每個季節的標記可以出現在適當月份的任何日子，但超過2,500年的傳統農曆至少經歷了50至100次的改革，其中大部分都是為了讓月能維持在適當的季節而添加額外的月。印度曆的陰陽曆版本至少經過了4次相似的改革，所有的目的也都是要使月能與陰曆的月更加匹配，並且適合於恆星年。印度教陽曆版本的改革改變了每個月日數的分配，要讓太陽在黃道與每顆恆星能夠更為匹配；這同樣適用於佛教的曆法。希伯來曆在第一個千禧年的改革使它從觀測的曆法成為計算的曆法。伊斯蘭曆的改革則從之前的陰陽合曆完全與太陽年分離。

### 儒略/格里曆的改革
當凱撒在羅馬掌權的時候，羅馬曆已經不能準確的對應每年的時序。在一年的月中適時增加一天置閏的規則，因為會影響到官員的任期，而沒有在需要時被正確的執行。
儒略的改革將當年延長了7個月，並將每四年一次閏日的月份替換到二月。這產生了一個更準確的曆法，他的長度基礎是一年365天又6小時（365.25日）。事實上，回歸年比這個時間短約11分14秒。這樣添加閏日的結果是每四年大約多了四分之三小時。一直到16世紀，累積的偏差已經多達325小時，當時的春分點已經落在3月10或11日。

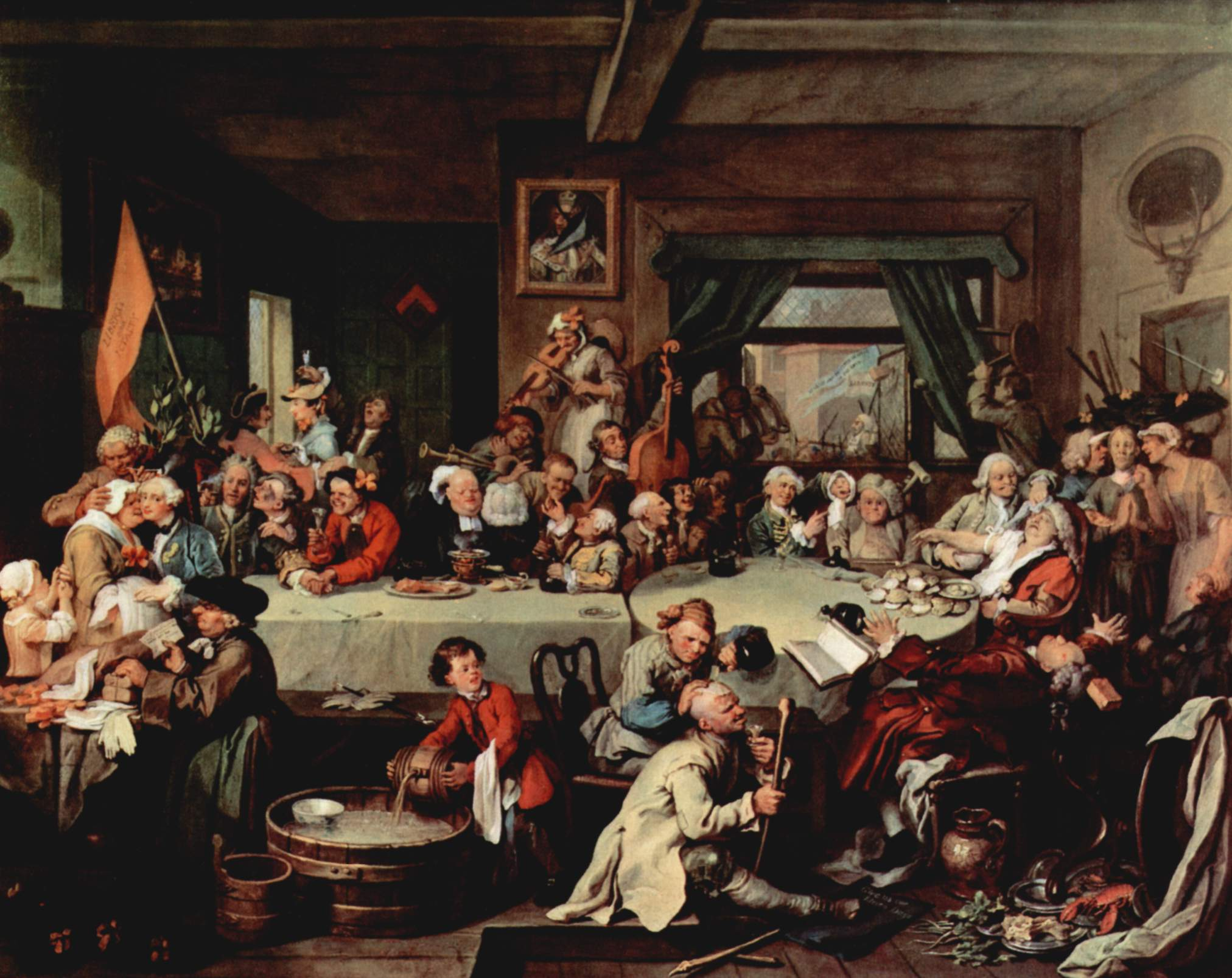
威廉·賀加斯的競選的娛樂，包括反對格里曆的口號橫幅："給我們十一天"（在右下角的地板上）。

在教宗格里哥利十三世改變了閏年的規則：四年一閏，但不能被400除盡的世紀年不是閏年。所以1700、1800和1900年都不是閏年，2100、2200和2300年也不是閏年，但1600、2000、2400年是闰年。這樣的改變使得一年的平均長度為365.2425日（即为365天5小时49分12秒）。雖然這樣還不能和回歸年的長度完全一致，但需要好幾千年才會有一天的偏差。
為了讓春分點在新的格里曆中將能與儒略曆初創時有相同的日期（March 21），在1582年的10月跳過了10天。這一改革經過了好幾個世紀以後，儒略曆還在一些國家散布著，俄羅斯的教會也依然使用儒略曆。在17世紀以後才換用格里曆的國家，包括英國，就要跳過更多的日子：11天。
在這種曆法轉換的期間內，當人們要記錄日期時，就需要標示是使用老方法（儒略曆）還是新方式（格里曆）。
在1923年，米盧廷·米蘭科維奇向在君士坦丁堡召開宗教會議的正教提出了新的置閏規則：世紀年除以900的餘數為200或600才是閏年，將年的平均長度縮短為365.242222日。從1932年起，這種曆法要到2800年才會與格里曆產生差異。在東歐的一些東正教派稱這種曆為儒略改革曆或新曆，但是其它的教派並未接受。

## 提案
格里曆是目前最通用的曆法，在ISO 8601的國際標準中也有曆法的準則存在其中。但是，在許多的文化中都有一些傳統觀念上的差異。
在羅馬教皇的改革之後，已經有幾項改革的提案，使西方的日曆更實用與更有規律，但是很少有改革能夠得到官方的認同。罕見的十進位的是法蘭西共和曆是正式的改革，但20年後被拿破崙廢除。
第二次世界大戰後，在新成立的聯合國，其前身國際聯盟不斷努力下擬議的世界曆，被美國政府否決而遲遲不能研議。問題出在其在設置了“空日”，破壞了與宗教團體有關的，每七天一週循環的安息日。獨立的普世教會協會仍然試圖找到一項共通的規則制定復活節的日期，這可能由新的通用曆來解決。
| 360 ÷ 7 = 51+3⁄7      | 360 ÷ 12 = 30      |
| 364 ÷ 7 = 52 = 4 × 13 | 364 ÷ 12 = 30+1⁄3  |
| 365 ÷ 7 = 52+1⁄7      | 365 ÷ 12 = 30+5⁄12 |
| 366 ÷ 7 = 52+2⁄7      | 366 ÷ 12 = 30+1⁄2  |

改革者引用格里曆的幾個問題：
- 它不是常年曆。每年的開始都在不同的週日，每年都要換日曆或月曆。
- 很難確定任何一年的某月某日是否爲工作日。
- 每個月份的長度不同，也不是有規律地排列在一年當中，必須依賴記憶術（9月只有30天（英语：Thirty days hath September）或指關節計算（英语：Thirty days hath September#Knuckle Mnemonic））來記住每個月的長度。
- 一年的四季（每季三個月）長度不盡相同（各季分別是90/91、91、92、92）。商務季的四季都相等，使會計更容易。
- 其來源（起源）是宗教，而月和星期是適用於許多不同語言中的名詞。
- 各個月與月球的相位沒有關聯。
- 分點和至點與格里曆的月或年的起始或中點沒有關連性。

它是困難的，或者可說是單一的曆法不可能解決所有的這些問題。
大多數計畫發展出的太陽年都略多於365天，而這個數值不能被傳統的每年月數或每週日數，也就是7或12整除。而附近便於處理的數值是360、364或366，可以較好的分割；也有以月球為中心的建議。
| 擬議的陽曆改革之比較（相當的格里曆/ISO日期） | 擬議的陽曆改革之比較（相當的格里曆/ISO日期） | 擬議的陽曆改革之比較（相當的格里曆/ISO日期） | 擬議的陽曆改革之比較（相當的格里曆/ISO日期） | 擬議的陽曆改革之比較（相當的格里曆/ISO日期） | 擬議的陽曆改革之比較（相當的格里曆/ISO日期） | 擬議的陽曆改革之比較（相當的格里曆/ISO日期） | 擬議的陽曆改革之比較（相當的格里曆/ISO日期） | 擬議的陽曆改革之比較（相當的格里曆/ISO日期） | 擬議的陽曆改革之比較（相當的格里曆/ISO日期） | 擬議的陽曆改革之比較（相當的格里曆/ISO日期） | 擬議的陽曆改革之比較（相當的格里曆/ISO日期） | 擬議的陽曆改革之比較（相當的格里曆/ISO日期） | 擬議的陽曆改革之比較（相當的格里曆/ISO日期） | 擬議的陽曆改革之比較（相當的格里曆/ISO日期） | 擬議的陽曆改革之比較（相當的格里曆/ISO日期）                 | 擬議的陽曆改革之比較（相當的格里曆/ISO日期）                              | 擬議的陽曆改革之比較（相當的格里曆/ISO日期） |
| 作者                                         | 新年日期                                     | 1月                                          | 2月                                          | 3月                                          | 4月                                          | 5月                                          | 6月                                          | 7月                                          | 8月                                          | 9月                                          | 10月                                         | 11月                                         | 12月                                         | 13月                                         | 額外的曆日                                                   | 閏日                                                                      | 開始於                                       |
| -------------------------------------------- | -------------------------------------------- | -------------------------------------------- | -------------------------------------------- | -------------------------------------------- | -------------------------------------------- | -------------------------------------------- | -------------------------------------------- | -------------------------------------------- | -------------------------------------------- | -------------------------------------------- | -------------------------------------------- | -------------------------------------------- | -------------------------------------------- | -------------------------------------------- | ------------------------------------------------------------ | ------------------------------------------------------------------------- | -------------------------------------------- |
| 孔德                                         | 星期一 1月1日 (01.01)                        | 28                                           | 28                                           | 28                                           | 28                                           | 28                                           | 28                                           | 28                                           | 28                                           | 28                                           | 28                                           | 28                                           | 28                                           | 28                                           | Festival of the Dead (13.29), Festival of Holy Women (13.30) | Festival of Holy Women (13.30)                                            |                                              |
| Cotsworth                                    | 星期一 1月1日(01.01)                         | 28                                           | 28                                           | 28                                           | 28                                           | 28                                           | 28                                           | 28                                           | 28                                           | 28                                           | 28                                           | 28                                           | 28                                           | 28                                           | 閏日 (07.00), 年日 (13.29)                                   | 閏日 (07.00) (W27.0)                                                      |                                              |
| 科利根                                       | 星期日 1月1日                                | 28                                           | 28                                           | 28                                           | 28                                           | 28                                           | 28                                           | 28                                           | 28                                           | 28                                           | 28                                           | 28                                           | 28                                           | 28                                           |                                                              | 閏週13.1-7 將現今的12月由第13月改為第14月                                 |                                              |
| 阿契里斯                                     | 星期日 1月1日                                | 31                                           | 30                                           | 30                                           | 31                                           | 30                                           | 30                                           | 31                                           | 30                                           | 30                                           | 31                                           | 30                                           | 30                                           |                                              | 世界閏日 (6月31/ 07.00), 世界日 (12月31日，12.31)            | 世界閏日 (6月31/ 07.00) (W27.0)                                           |                                              |
| 艾西莫夫                                     | 星期日 北半球的冬至日，01.01                 | 91                                           | 91                                           | 91                                           | 91                                           |                                              |                                              |                                              |                                              |                                              |                                              |                                              |                                              |                                              | D-92 (04.92), B-92 (02.92)                                   | B-92 (02.92) (W27.0)                                                      |                                              |
| Bromberg                                     | 星期一 1月1日                                | 28                                           | 35                                           | 28                                           | 28                                           | 35                                           | 28                                           | 28                                           | 35                                           | 28                                           | 28                                           | 35                                           | 28                                           |                                              |                                                              | Dec 29–35                                                                 |                                              |
| 亨利 漢克                                    | 星期日 1月1日                                | 30                                           | 30                                           | 31                                           | 30                                           | 30                                           | 31                                           | 30                                           | 30                                           | 31                                           | 30                                           | 30                                           | 31                                           | *                                            |                                                              | CCC&T: Newton 07.1–7, moves following months forward 1 HHPC: Extra 13.1-7 |                                              |
| Cesare Emiliani                              | Jan 1                                        | 31                                           | 28                                           | 31                                           | 30                                           | 31                                           | 30                                           | 31                                           | 31                                           | 30                                           | 31                                           | 30                                           | 31                                           |                                              |                                                              | 與格里曆相同                                                              | 1月1日, 10000 BC                             |

### 萬年曆
日曆的改革提供了許多解決方案，要使格里曆成為常年曆，也就是所謂的萬年曆。這些改革可以很容易算出某一特定曆日是星期中的哪一天，並使得日曆不必每年更換。因此，粗略地說，要實現這個目標有兩個選項：閏週曆和插日，兩者都很容易確切知道一年52週中每一天的週日。前者是每5或6年加入完整的第53週，後者則額外增加不屬於任何一週的一天，在閏年則是加入兩天。建議的差別主要呈現在置閏的規則、置閏的位置（通常是在一年的中間或是結束）、在一年開始的日期和週日、月的大小和數量（12或13個月）、各月的名稱和連接；有些必須與ISO 8601的星期日期相容。
世界曆，在1950年代受到聯合國的青睞，而國際固定曆事實上存在於民間；經濟學家建議每年都以星期日開始，然後364天組成7一週的52週。世界曆將使每一季有相同的日數和星期，並且每季都以相同的周日開始。在世界曆，第365和366日被認為是假期，並命名為世界日和閏日。這些在7天一星期之外的日子，使一些宗教團體強烈反對通過世界曆，這種擔心阻止了世界曆被採用。然而，支持世界曆者爭辯說，宗教團體的反對忽視人每個人的權利，以慶祝這些節日作為額外的日子或安息日。這些選項、他們的理由，對維持7天的崇拜週期有著同樣的擔憂，同時允許一個常年的日曆，所有使用者都有共同的好處。
在世界季節曆，屏棄了月的單位；相反的將一年分為4季，每一季13週。額外的一天（閏年為兩天）添加在日曆中但不列入週日內稱為多年曆，每年的每一季相同，都為91天的日曆。

閏週曆每隔5或6年加入7天的一週，使日曆與回歸年保持大致上的同步。它們每年不是364天（52週）就是371天（53週），從而維持每週7天。
有些日曆有四分之一不規則的月模式，也就是一個月的長度是28天（4週）或35天（5週），當有需要時在最後一個月置入閏週。普通民用曆和時間（Common-Civil-Calendar-and-Time），現在稱為漢克亨利萬年曆，每個月的長度是30天和31天，但有需要時閏週是置於一年之中。
53-週曆，使用在政府和企業的財政年度，這是一種概念的變化。這種日曆的一年可以有371天。
還有其它的建議放棄萬年曆，轉而選擇11個30天的月，還有一個35天或36天的長月，做為每年結束的月。

### 13月曆
有些曆法改革派尋求年份中的每個月有均衡的長度。這通常會創建出每月4週（28天），一年364天，分成13個月的曆法。據所知，這種類型的曆法最早是牧師休·鐘斯在1745年提出的喬治亞曆。
實證曆（1849）是奧古斯特·孔德（Auguste Comte）創建的，以一年364天為基礎，並加入1或2天作為"空日"或閏日。每年有13個月，每月28天（4週），並以星期一開始。國際固定曆是這種日曆的現代後裔。
有些提案每年在日曆中添加一兩天使能與太陽的年度週期配合，而其他人則完全不加入這些日子，要使日曆成為萬年曆。
大約在1930年，科利根（Colligan）發明了派克斯曆，以閏週來避免7天的循環被打斷，平年為364天（52週），每400年有71年是371天（53週）的閏年。
在1993年，José Argüelles和Lloydine Argüelles成立13曆月的和平改革運動。
將一年劃分為52週，每4週一個月，創建一年13個月，一季91天（13週）的曆法。這將創建固定的月和季，但是季不是包含完整的月的曆法。

### 陰陽曆
陰陽曆通常每年有12或13個月，每月29或30日。

一些建議被用來改善現有的曆法，例如希伯來曆的置閏規則。改正希伯來曆使用更準確的置閏週期，每353年的週期有4366個月，其中130個是閏月，旨在逐漸縮短與新月的差距，以取代希伯來曆傳統19年恆定的新月間隔算法。

## 延伸閱讀
- Steel, Duncan. . New York: Wiley. 2000. ISBN 0-471-29827-1.
- Segura, Wenceslao (2012). La reforma del calendario（页面存档备份，存于）. ISBN 978-84-616-1729-6

## 外部連結
- Kluznickian Calendar (very brief mention in New York Times op-ed page) (. New York Times. February 27, 2011  [2015-02-05]. （原始内容存档于2019-06-18）.)
- Home Page for Calendar Reform （页面存档备份，存于）
- Calendar Zone Reform Calendars （页面存档备份，存于）
- Leap week calendars （页面存档备份，存于） in which each year has either 364 or 371 days
- Catholic Encyclopedia "Reform of the Calendar" （页面存档备份，存于） Historical information